# Simojovel
Simojovel è un comune del Messico, situato nello stato di Chiapas.